# Atletismo nos Jogos Pan-Americanos de 1959 - Lançamento de dardo masculino
A prova do lançamento de dardo masculino nos Jogos Pan-Americanos de 1959 foi realizada em Chicago, Estados Unidos.

## Medalhistas
| Ouro                            | Prata                            | Bronze                             |
| Buster Quist USA Estados Unidos | Philip Conley USA Estados Unidos | Albert Cantello USA Estados Unidos |

## Resultados
| Posição           | Nome             | Nacionalidade      | Marca | Notas |
| ----------------- | ---------------- | ------------------ | ----- | ----- |
| Medalha de ouro   | Buster Quist     | USA Estados Unidos | 70.50 |       |
| Medalha de prata  | Philip Conley    | USA Estados Unidos | 69.94 |       |
| Medalha de bronze | Albert Cantello  | USA Estados Unidos | 69.82 |       |
| 4                 | Juris Laipenieks | CHI Chile          | 58.88 |       |
| 5                 | Luis Zárate      | PER Peru           | 56.20 |       |
| 6                 | Brígido Iriarte  | VEN Venezuela      | 53.02 |       |